# Czarków (powiat pszczyński)

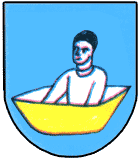
Nieoficjalny herb wsi Czarków

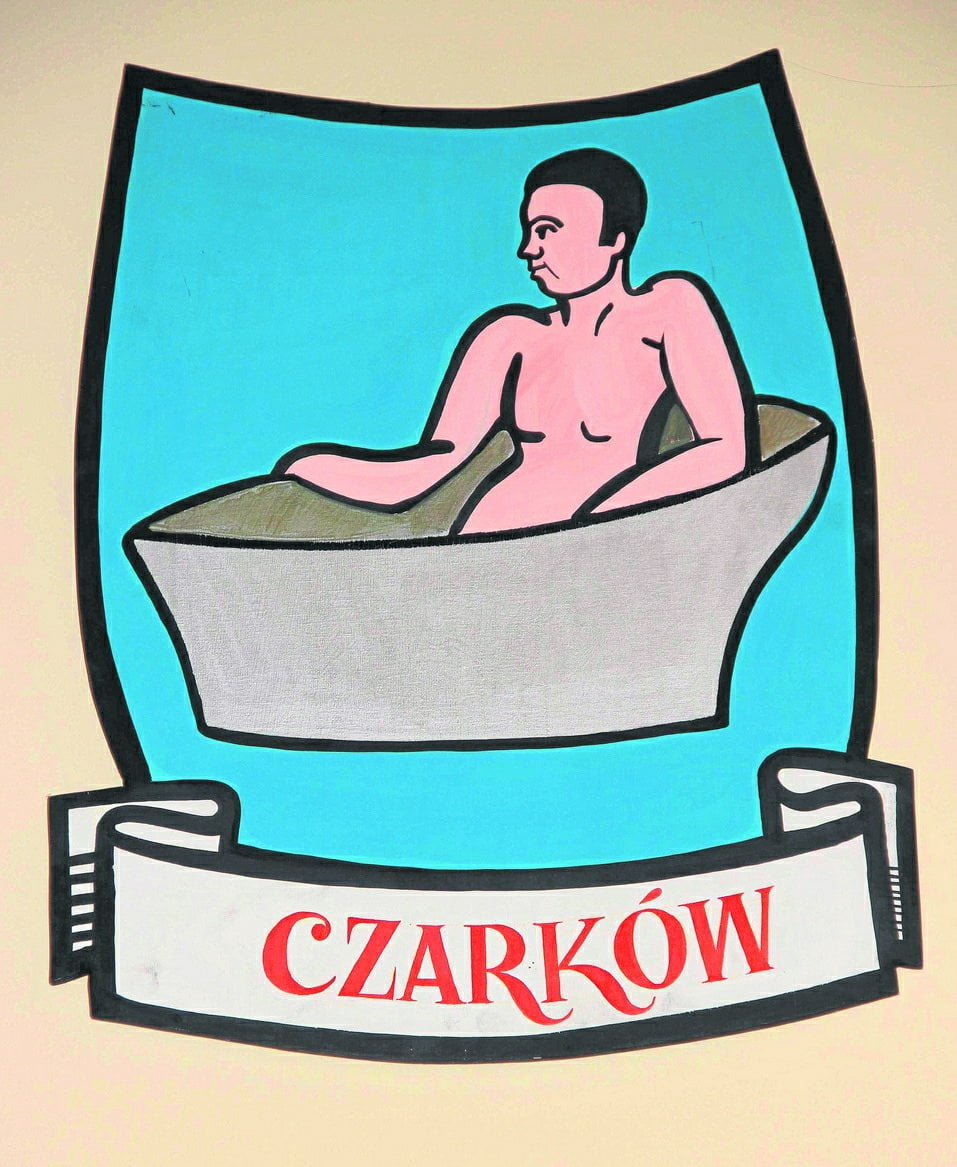
Inna wersja herbu

Czarków (niem. Czarkow) – wieś w Polsce położona w województwie śląskim, w powiecie pszczyńskim, w gminie Pszczyna.
W latach 1973–1977 w gminie Kobiór. Od 1 lutego 1977 w gminie Pszczyna.

## Historia
Pierwsza historyczna wzmianka o miejscowości pochodzi z kroniki kościoła Wszystkich Świętych w Pszczynie z 1326. Na dokumencie sprzedaży dóbr pszczyńskich wystawionym przez Kazimierza II cieszyńskiego w języku czeskim we Frysztacie w dniu 21 lutego 1517 roku wieś została wymieniona jako Cziernkow. W latach 1962–2001 mieściła się tutaj jednostka wojskowa z ukrytą w głębi lasu bazą rakietową, w której do 1989 stacjonował 18 Dywizjon Rakietowy Obrony Powietrznej, a następnie od 1990 74 Dywizjon Rakietowy Obrony Powietrznej. Przynajmniej do końca zimnej wojny teren jednostki był ogrodzony i ściśle strzeżony.
W latach 1975–1998 miejscowość należała administracyjnie do województwa katowickiego.

## Zabytki
We wsi znajduje się XIX-wieczna kapliczka, stojąca przy skrzyżowaniu ulic Powstańców Śląskich i Wolności. Ponadto na granicy z Pszczyną, na skraju lasu Josieniec można było znaleźć grób żołnierza armii niemieckiej, który poległ w tym miejscu w styczniu 1945 roku, podczas wkraczania na te tereny Armii Czerwonej. Grób został przeniesiony do Siemianowic Śląskich.
W latach 1802–1848 działało tu uzdrowisko książęce, założone przez książąt pszczyńskich z dynastii Anhalt-Köthen. W 2012 roku budynek po byłym uzdrowisku, zwany Siągarnią został wyburzony, a na jego fundamentach powstał nowy, pełniący obecnie funkcje handlowe.

## Religia
We wsi znajduje się rzymskokatolicka parafia św. Józefa Robotnika.

## Szkolnictwo
Elementarna szkoła pruska została założona w Czarkowie już w 1868. Mieściła się początkowo w sali balowej dawnego uzdrowiska książęcego, następnie w budynkach przy ulicach Krótkiej i Powstańców Śląskich. Pierwszym nauczycielem był Feliks Krupski. W 1933 rozpoczęto budowę nowego, funkcjonalnego budynku szkolnego, którego oficjalne otwarcie miało miejsce 13 września 1936. Poświęcenia budynku dokonał proboszcz parafii pszczyńskiej ks. Mateusz Bielok, a wśród obecnych gości znalazł się m.in. wojewoda śląski Michał Grażyński. W latach 90. XX w. budynek szkoły przeszedł gruntowny remont i rozbudowę o wolnostojącą salę gimnastyczną, którą oddano do użytku 20 września 1996 podczas obchodów 670-lecia miejscowości, a jej poświęcenia dokonał ówczesny wikariusz generalny archidiecezji katowickiej ks. prałat Wiktor Skworc, natomiast 26 listopada 1998 otwarto łącznik pomiędzy salą, a starym budynkiem szkoły. 1 września 2000 Szkoła Podstawowa nr 6 i Przedszkole Publiczne nr 16, którego działalność datuje się od 1936 roku, utworzyły Zespół Szkolno-Przedszkolny w Czarkowie. W dniu 25 kwietnia 2007 placówce nadano imię polskiego pisarza Kornela Makuszyńskiego.

## Sport
W Czarkowie działa drużyna piłkarska LKS Czarków założona w 1991 r. Ostateczny rozpad klubu nastąpił w lipcu 2019 r.